# Спорт в Боснии и Герцеговине
Спорт в Боснии и Герцеговине — важнейшая составляющая часть культуры Боснии и Герцеговины. Большое количество спортсменов Югославии родились в Боснии и Герцеговине, прославившись на весь мир.

## Олимпийское движение

### Олимпиады
С 1992 года Босния и Герцеговина участвует в Олимпийских играх, однако спортсмены этой страны не завоевали до сих пор каких-либо наград. Во время существования Югославии боснийские спортсмены неоднократно выигрывали награды высшего достоинства:
- В 1960 году в Риме чемпионами по футболу стали в составе сборной СФРЮ уроженцы СР Боснии и Герцеговины Томислав Кнез и Велимир Сомболац.
- В 1972 году в Мюнхене в турнире по гандболу победу одержала мужская сборная с такими звёздами, как Абаз Арсланагич, Милорад Каралич, Небойша Попович, Джордже Лавринич и Добривое Селеч.
- В 1980 году в Москве в баскетбольном турнире в составе чемпионов — сборной СФРЮ — выступали Мирза Делибашич и Ратко Радованович.
- В 1984 году в Лос-Анджелесе в турнире по гандболу снова чемпионом стала мужская сборная с такими игроками, как Здравко Радженович и Златан Арнаутович, также чемпионом по боксу стал Анто Йосипович.

В 1984 году Сараево было удостоено чести принимать зимнюю Олимпиаду с 7 февраля по 19 февраля.

### Паралимпиады
В годы гражданской войны в Югославии огромное количество людей стало инвалидами, потеряв конечности во время боёв, авианалётов и артобстрелов. Из группы лиц, утративших возможность ходить, была создана волейбольная сборная колясочников, и эта команда принесла Боснии две золотые и две серебряные медали: в 2004 и 2012 годах сборная Боснии побеждала в турнире.

## Спорт по видам

### Баскетбол
Крупнейшим боснийским баскетбольным клубом среди мужчин является «Босна», выигравшая в сезоне 1978/1979 Кубок чемпионов. Среди женщин наиболее известна команда «Единство» из Тузлы, выигравшая женский кубок чемпионов Европы в 1979 году во Флоренции. Мужская сборная играет относительно часто на чемпионате Европы, однако с 1993 года ни разу не оказывалась в восьмёрке лучших.

### Бокс
Самым известным боксёром является Мариян Бенеш (средний вес), который выигрывал чемпионаты СР Боснии и Герцеговины, Югославии и побеждал на чемпионатах Европы. В 1978 году, уже в ранге профессионала, Бенеш выиграл у бывшего чемпиона мира багамца Элиша Обеда. Ещё одним боксёром среднего веса является Антон Йосипович, олимпийский чемпион 1984 года. Из современных любителей выделяются Менмун Хаджич, бронзовый призёр чемпионата Европы 2008.

### Гандбол
Гандбольная сборная не входит в число даже «середняков» европейского гандбола. Самый известный клуб — «Борац» из Баня-Луки, семикратный чемпион Югославии, победитель кубка МГФ и Кубка Европы 1976 года.

### Лёгкая атлетика
В составе югославской сборной выступало огромное количество боснийских атлетов. В настоящее время боснийцы не показывают выдающихся результатов: наиболее известными являются толкатель ядра Хамза Алич (серебряный призёр чемпионата Европы 2013 в помещениях, трижды медалист Средиземноморских игр) и бегун Амел Тука (бронзовый призёр молодёжного чемпионата Европы 2013).

### Карате
Самый известный клуб карате — «Тузла-Синалцо» из Тузлы, который готовил профессиональных каратистов Югославии (в активе его воспитанников четыре победы на чемпионатах Европы и одна победа на чемпионате мира).

### Футбол
Футбол является самым популярным видом спорта в стране, появившись там ещё в 1903 году, во времена Австро-Венгрии. После Второй мировой войны боснийский футбол пошёл на подъём: в 1967 и 1985 годах чемпионом Югославии становился клуб «Сараево», ещё в 1972 году победу одержала команда «Железничар». Из известных боснийских игроков югославской сборной выделяются Йосип Каталинский, Душан Баевич, Ивица Осим, Сафет Сушич и Мирсад Фазлагич.
Сборная Боснии и Герцеговины долгое время с момента своего появления не могла квалифицироваться в финальную часть чемпионатов Европы или мира: апофеозом стали два проигрыша подряд в стыковых матчах Португалии в борьбе за поездку на чемпионат мира 2010 и чемпионат Европы 2012 годов. Однако сборная в 2013 году совершила историческое достижение и вышла в финальную часть чемпионата мира 2014 года. Некоторыми звёздами нынешней сборной являются нападающие Эдин Джеко, Звездан Мисимович и Ведад Ибишевич.

### Шахматы
Боснийская сборная по шахматам становилась семикратным победителем первенства Югославии. Высшим достижением на шахматных олимпиадах является 2-е место в Лионе в 1994 году. Самый известный шахматный клуб — команда Борки Предоевича.